# Wojsko polskie w średniowieczu

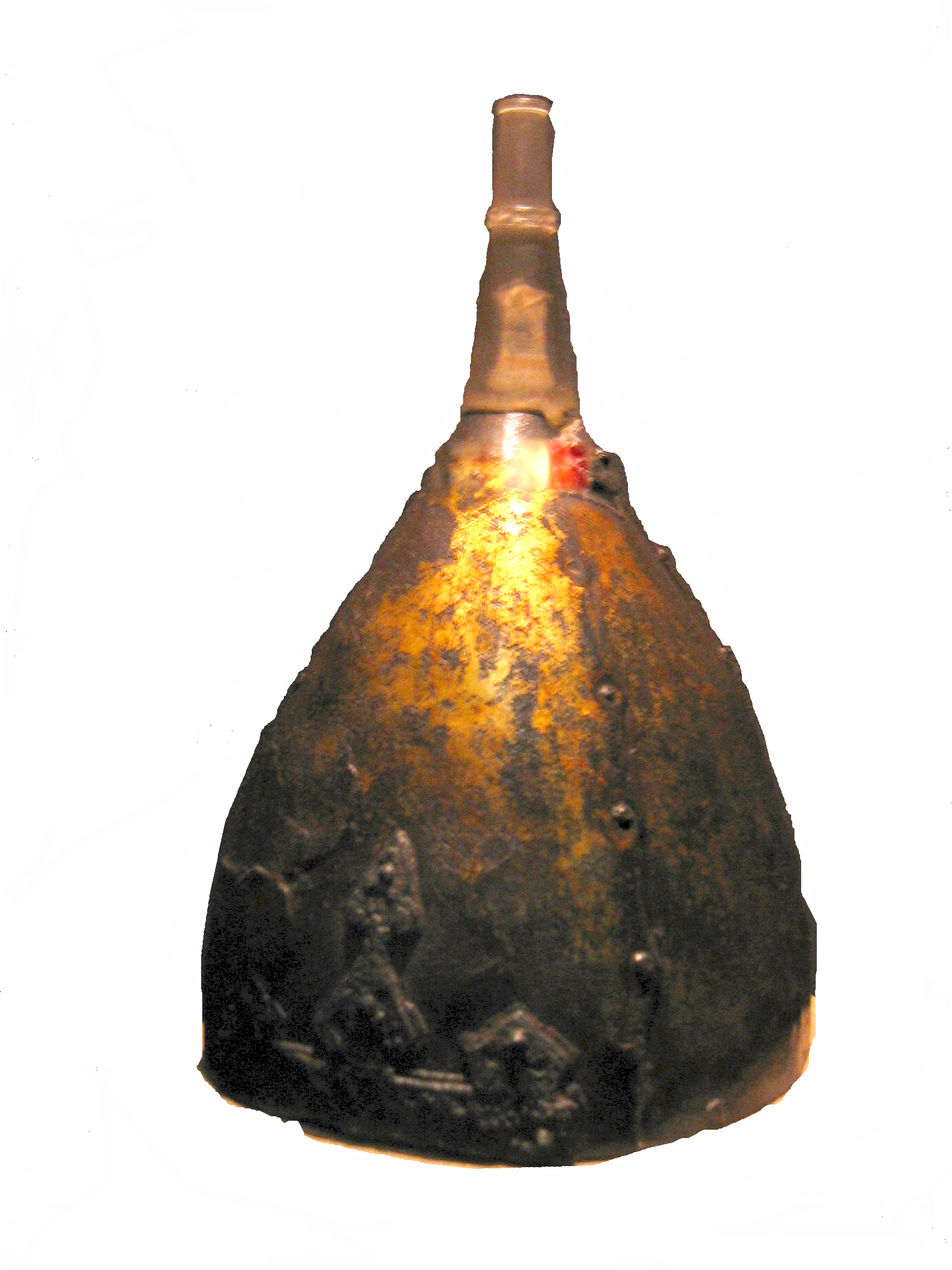
tzw. szłom wielkopolski z X wieku

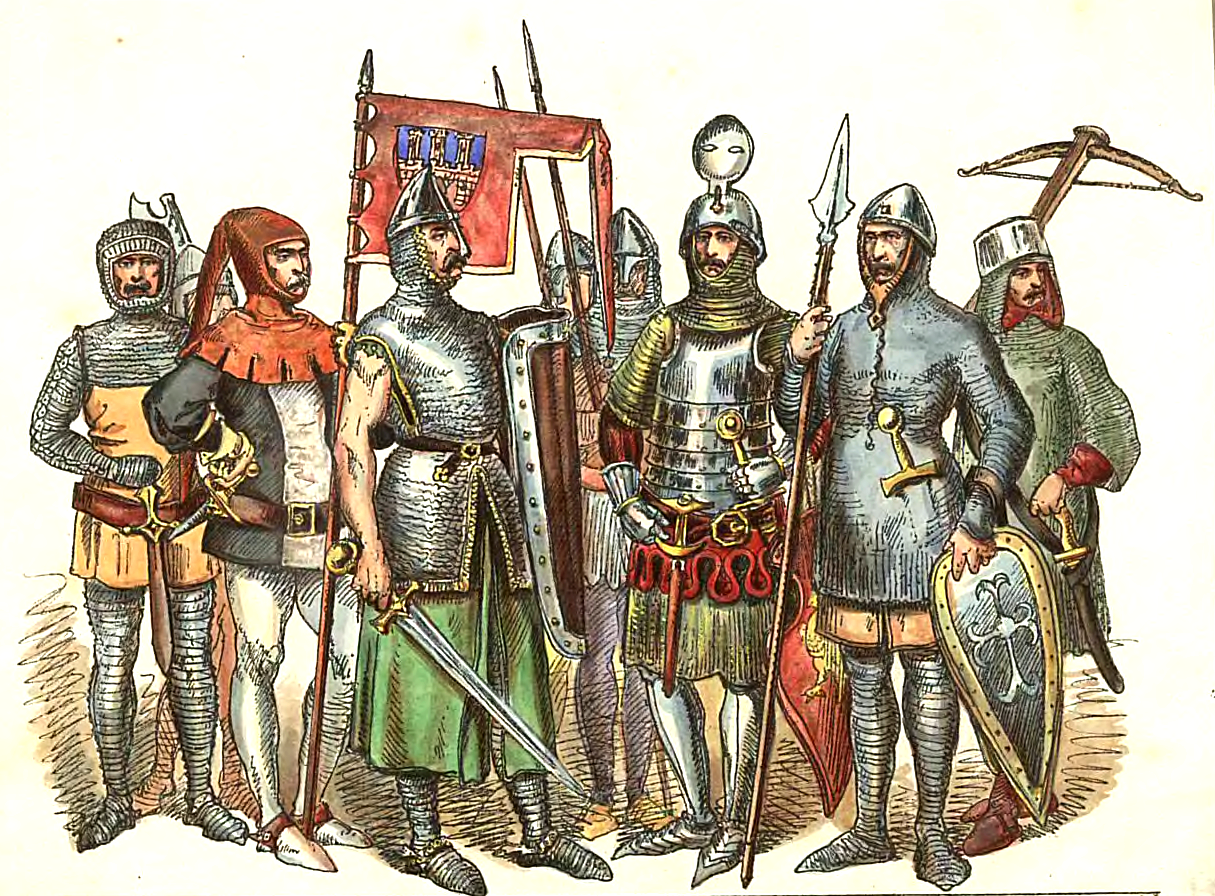
Rycerstwo polskie 1228-1333

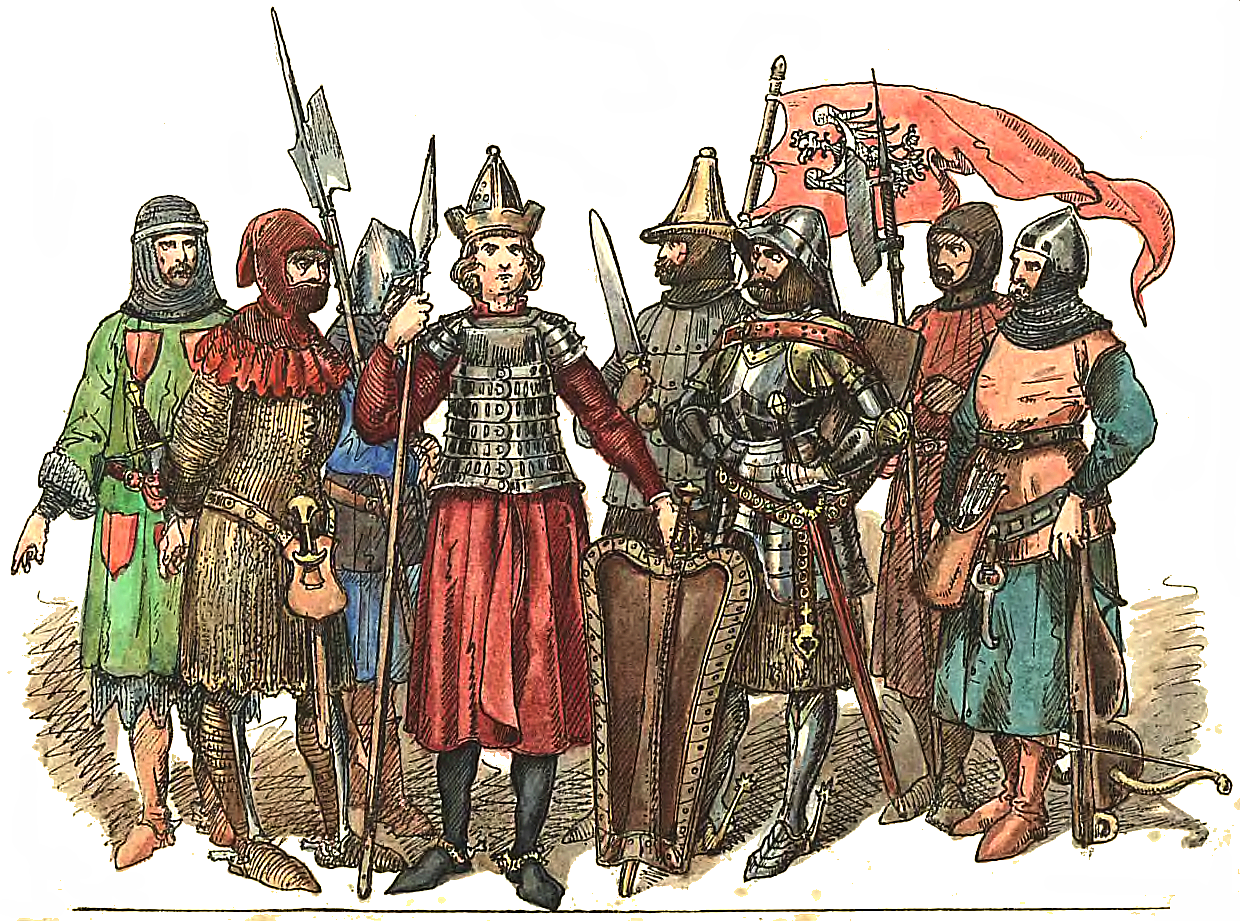
Rycerstwo polskie 1333-1434

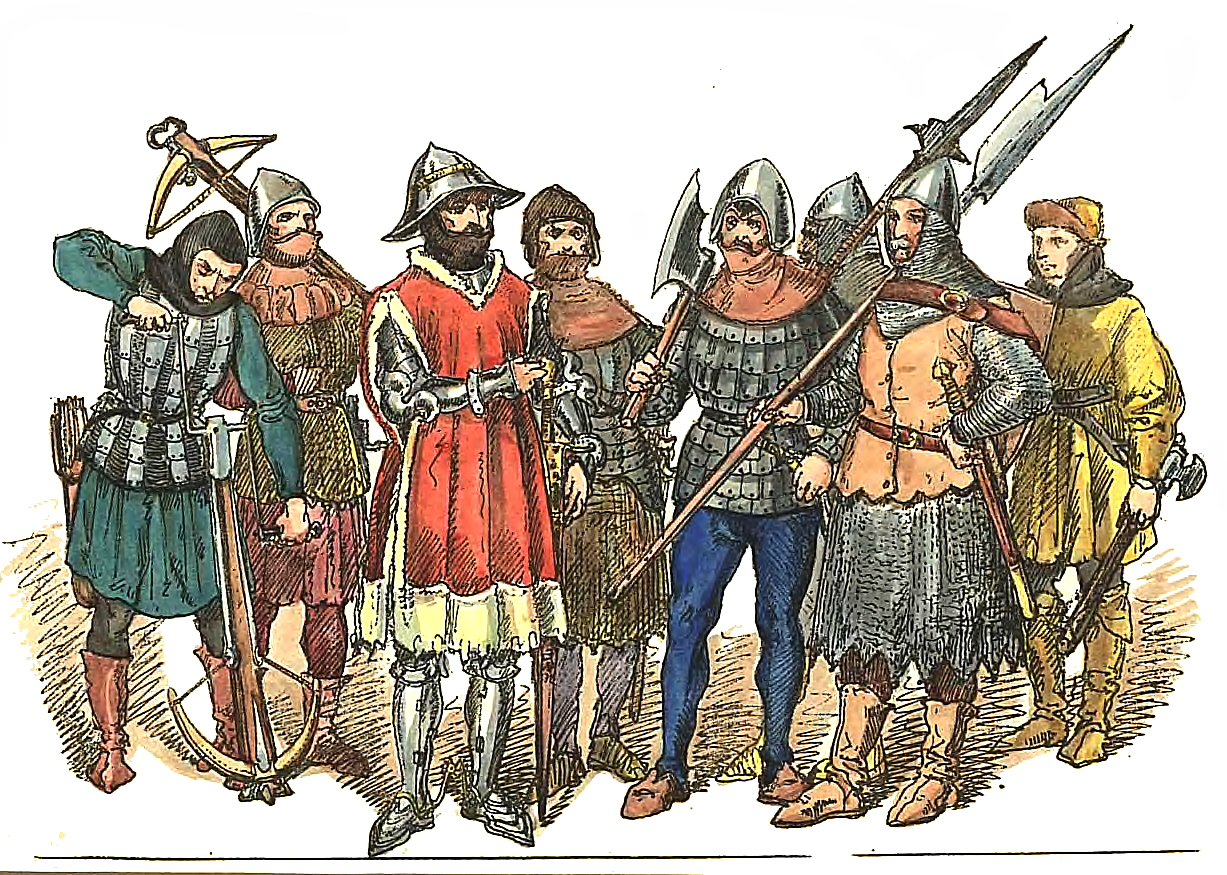
Rycerstwo polskie 1447-1492

Wojsko polskie w średniowieczu – ogół zagadnień dotyczących wojska na ziemiach polskich od IX wieku do 1454 roku.
Wyróżnić można następujące okresy (pod względem zmian w wojskowości):
- Wojsko polskie w okresie wczesnofeudalnym od IX wieku (rządy Mieszka I) do reformy wojskowej Kazimierza Odnowiciela  (drużyna książęca jako główna siła wojskowa)[2]
- Wojsko polskie w okresie rozbicia dzielnicowego w latach 1138-1340 – czasy rozbicia dzielnicowego na ziemiach polskich (pospolite ruszenie główną siłą zbrojną)[3].
- Wojsko polskie w okresie monarchii stanowej w latach 1340-1454 – od reform wojskowych Kazimierza Wielkiego do wojny trzynastoletniej (moment wprowadzenia wojska zaciężnego przez Kazimierza Jagiellończyka)[4].

## Polskie siły zbrojne monarchii wczesnofeudalnej
Na połowę X w. przypada zakończenie procesu kształtowania się państwa polskiego. Polska monarchia wczesnofeudalna wykształciła silne wojsko, które miało na celu dalszą konsolidację państwa, rozszerzanie jego terytorium oraz obronę granic przed najazdami zewnętrznymi
Na czele wojska stał król lub książę z radą wojenną. Zarówno drużyną, jak i pospolitym ruszeniem dowodził król (książę) przy pomocy możnych i rycerzy. Byli to naczelnicy grodów, komesi czy wojewodowie.
Można przyjąć, że istniały dwa rodzaje sił zbrojnych: jazda oraz piechota
Drużyna książęca

Trzon wojsk polskich pierwszych Piastów stanowiła drużyna książęca. Było to doskonale wyposażone doborowe wojsko stałe. Drużynnicy znajdowali się na pełnym utrzymaniu księcia, otrzymywali regularnie żołd oraz wszystko, co było im potrzebne do życia i walki.  Piastowska drużyna liczyła ok. 3000 ludzi i dzieliła się na rozlokowane po kraju oddziały. Część spośród drużynników przebywała bezpośrednio przy boku władcy.
Za czasów Bolesława Krzywoustego nastąpił zmierzch drużyny. Obok chłopskiego pospolitego ruszenia, zaczęło rozwijać się pospolite ruszenie rycerskie. Stanowili je możni ze swymi pocztami. Oddziały przyboczne składały się w większości z ludzi zależnych, wśród których byli również "rycerze służebni".
Pospolite ruszenie

Początkowo  w Polsce pospolite ruszenie składało się ze zbrojnych kmieci i władyków. Jego trzon stanowili jednak ciężkozbrojni woje konni, stanowiący zaczątek rycerstwa.
Obok zredukowanej drużyny i chłopskiego pospolitego ruszenia, zaczęło rozwijać się pospolite ruszenie rycerskie. Stanowili je możni ze swymi pocztami. Oddziały przyboczne składały się w większości z ludzi zależnych, wśród których byli również "rycerze służebni". Siedzieli oni na ziemi księcia lub możnowładcy, ale na wezwanie obowiązani byli stanąć pod broń. W czasach Bolesława Chrobrego wojsko składało się z dwóch rodzajów broni: pancernych i tarczowników, a ich stosunek ilościowy wynosił jak 1:4,3. W okresie panowania Bolesława Krzywoustego liczba wojska, którym książę mógł dysponować, uległa znacznemu zmniejszeniu. Zmniejszała się rola pospolitego ruszenia chłopskiego, a ze stosunku "rycerzy"-pancernych do chłopów-tarczowników wynika, że w jego czasach niewielu chłopów stawało pod broń.
W okresie wojen pomorskich Bolesław III walczył zazwyczaj pospolitym ruszeniem możnych i rycerstwa z poszczególnych dzielnic kraju.

## Polskie siły zbrojne okresu rozdrobnienia feudalnego
Testament Bolesława Krzywoustego z 1138 roku, jako wyraz kompromisu między coraz bardziej aktywnymi siłami odśrodkowymi a dążeniem dynastii do zachowania jedności państwa, rozpoczął w Polsce proces rozdrobnienia dzielnicowego.
Powstała sytuacja wymagająca tworzenia oddzielnych systemów obronnych oraz sił zbrojnych, podlegających księciu dzielnicowemu. Okres ten w dziejach wojskowych Polski zaznaczył się kształtowaniem feudalnego systemu organizacji wojsk. Każdy książę i otaczający go feudałowie tworzyli własną siłę zbrojną danej dzielnicy.
W początkowym okresie podstawową siłę zbrojną stanowiły oddziały rycerstwa skupionego wokół księcia, wśród których szczególną rolę odgrywał zapewne przyboczny orszak zbrojny samego księcia. Wraz z rozwojem układu feudalnego rozpowszechniło się wystawianie oddziałów wojskowych przez możnych i rycerstwo z tytułu posiadania ziemi. Wykształcił się system pospolitego ruszenia rycerstwa feudalnego, walczącego konno, w otoczeniu orszaku zbrojnego, składającego się w zależności od zamożności z kilku lub kilkunastu zbrojnych, któremu towarzyszyli pachołkowie i czeladź.

## Rozkwit pospolitego ruszenia w okresie zjednoczonego królestwa
Kazimierz Wielki, kosztem Śląska i Pomorza zakończył wojnę na zachodzie. W walce z Tatarami i Litwą odzyskał dla Polski Ruś Czerwoną ze Lwowem, Ziemią Chełmską i  częścią Wołynia.
W wydanych statutach ujął powinność służby wojennej w ścisłe postanowienia prawne. Każdy rycerz był odtąd obowiązany osobiście do służby wojennej z jak najliczniejszym pocztem. Przy nowych nadaniach ziemi przepisano ściśle określoną ich liczbę. Dotyczyło to także dóbr prywatnych duchowieństwa.
Obowiązani byli do służby w pospolitym ruszeniu wójtowie miejscy z trzema lekkozbrojnymi pachołkami, a sołtysi wiejscy z jednym lub dwoma pachołkami lekkozbrojnymi. Mieszczanie, zamiast w pospolitym ruszeniu, mieli obowiązek obrony swoich miast.
Pospolite ruszenie tworzyło chorągwie rodowe i ziemskie. Zbierało się one na zarządzenie starostów. Oni organizowali chorągwie pospolitego ruszenia i przygotowywali grody do gotowości obronnej. Rycerstwo poszczególnych ziem grupowało się w wyznaczonym obszarze i przechodziło pod rozkazy króla lub wyznaczonego wodza.
Rycerstwo otrzymywało zapłatę za wyprawy zagraniczne oraz odszkodowanie za utracone konie, a po dostaniu się do niewoli mieli prawo do wykupu na koszt  skarbu królewskiego. Dokonywano też zaciągu żołnierza najemnego.
Prowadzono liczne prace fortyfikacyjne. Budowle obronne stawały się coraz częściej murowane. Pod koniec rządów Kazimierza pojawiła się w Polsce artyleria. Stworzona wtedy organizacja wojskowa odniosła tryumf za panowania Władysława Jagiełły w okresie Wielkiej Wojny z Zakonem Krzyżackim.